# British Home Championship 1888/89
Die British Home Championship 1888/89 war die sechste Austragung des Turniers für die Fußballnationalmannschaften des Vereinigten Königreiches und fand im Februar und April 1889 statt. Gespielt wurde in einer einfachen Ligarunde, jeder gegen jeden.
Nachdem England im Vorjahr zum ersten Mal Schottland überflügeln konnte, waren es wieder die Schotten, die den BHC für sich entscheiden konnten. Es war bereits der fünfte Titel für den Rekordmeister.
| Pl. | Verein     | Sp. | S | U | N | Tore    | Diff. | Punkte |
| --- | ---------- | --- | - | - | - | ------- | ----- | ------ |
| 1.  | Schottland | 3   | 2 | 1 | 0 | 010:200 | +8    | 05:10  |
| 2.  | England    | 3   | 2 | 0 | 1 | 012:500 | +7    | 04:20  |
| 3.  | Wales      | 3   | 1 | 1 | 1 | 004:500 | −1    | 03:30  |
| 4.  | Irland     | 3   | 0 | 0 | 3 | 002:160 | −14   | 0:60   |

|                      |   |            |     |
| 23. Februar in Stoke |   |            |     |
| England              | – | Wales      | 4:1 |
| 2. März in Liverpool |   |            |     |
| England              | – | Irland     | 6:1 |
| 9. März in Glasgow   |   |            |     |
| Schottland           | – | Irland     | 7:0 |
| 13. April in London  |   |            |     |
| England              | – | Schottland | 2:3 |
| 15. April in Wrexham |   |            |     |
| Wales                | – | Schottland | 0:0 |
| 27. April in Belfast |   |            |     |
| Irland               | – | Wales      | 1:3 |